# Theodor Elster
Theodor Elster (* 1948 in Oldenburg) ist ein ehemaliger deutscher Kommunalpolitiker und Jurist. Von 2004 bis 2011 war er Landrat (parteilos) im Landkreis Uelzen. 

## Werdegang
Elster studierte ab 1968 Rechtswissenschaften, zuletzt an der Universität Göttingen. 1973 legte er das Erste Juristische Staatsexamen ab. Im Folgejahr arbeitete er als Assistent am Centre of European Governmental Studies der University of Edinburgh. Von 1975 bis 1978 absolvierte er ein Referendariat. 1978 bestand Elster das Zweite Staatsexamen und wurde mit einer juristischen Dissertation über Begünstigende Verwaltungsakte mit Bedingungen, Einschränkungen und Auflagen an der Universität Göttingen promoviert. Anschließend war zunächst als Verwaltungsrichter in Lüneburg und Oldenburg tätig. 1979 folgte seine Abordnung in den Landkreis Ammerland. 1980 wurde er Allgemeiner Vertreter des Oberkreisdirektors des Landkreises Ammerland, 1986 dann Oberkreisdirektor des Landkreises Uelzen. Bei der Landratswahl 2003 im Landkreis Uelzen setzte er sich gegen Gerhard Schulze (CDU) und Jacques Voigtländer (SPD) durch. Seine Amtszeit als hauptamtlicher Landrat begann am 1. Juli 2004  und endete am 31. Oktober 2011. Zu der Landratswahl 2011 trat er aus Altersgründen nicht erneut an, sondern ging in den Ruhestand. Gegenwärtig ist Elster als Lehrbeauftragter an der Universität Hannover tätig, wo er Vorlesungen über Verwaltungsrecht in der Praxis hält.